# Arado Ar 69
Arado Ar 69 – niemiecki dwupłatowy samolot szkolny.

## Historia
Samolot został zaprojektowany jako konkurent szkolnego samolotu Focke-Wulf Fw 44. Prototyp został zbudowany w 1933 roku na podstawie wceśniejszej konstrukcji Arado Ar 66. Nowa maszyna miała zmniejszone wymiary oraz masę. Do napędy prototypu zastosowano silnik rzędowy Hirth HM 504. W kolejnej wersji, oznaczonej jako Ar 69A, zachowano dotychczasowy silnik oraz wprowadzono zmiany w konstrukcji usterzenia. Równolegle z prototypowym samolotem serii A ukończono drugi prototyp, Ar 69 V-2 wyposażona w silnik gwiazdowy Siemens SH14 o mocy 148 KM. W związku z opracowaniem bardziej rokującego Arado Ar 76 zrezygnowano z rozwoju Ar 69.